# تاديوش تشورزلسكي
تاديوش تشورزلسكي (بالبولندية: Tadeusz Chorzelski) كان طبيب أمراض جلدية، ولد في كوريتسين في 21 مايو 1928 وتوفي في 21 يناير 1999. كان واحدا من المؤسسين لعلم الجلد المناعي.
نشر أكثر من 400 ورقة بحثية و28 فصلا في كتب مختلفة و5 دراسات. كما منح الدكتوراه الفخرية من مؤسسات مختلفة في المملكة المتحدة وألمانيا وفرنسا والنمسا والمكسيك والنرويج.